# 오스틴 영화 비평가 협회
오스틴 영화 비평가 협회(AFCA)는 미국 텍사스주 오스틴의 전문 영화 평론가 단체이다.
매년 AFCA는 그해 개봉된 영화에 대해 연말 시상식을 개최한다. 오스틴 영화상이라는 특별상은 매년 오스틴에서 제작되었거나 오스틴 지역 감독이 만든 최고의 영화에 수여된다.

## 역사
2005년 오스틴의 보위 고등학교에 근무하던 지역 영화 평론가 콜 답니와 로버트 맥커디가 설립했다. 이후 8년 동안 성장하여 2005년 3명에서 2013년 25명으로 회원이 늘었다.
2007년 1월 12일, 설립 1년 만에 엔터테인먼트 위클리는 AFCA가 헬렌 미렌의 더 퀸에서의 연기보다 엘리엇 페이지를 하드 캔디에서의 역할로 여우주연상에 지명한 것에 대해 "극도로 반항적"이라고 평했다. 미렌은 당시 시상식 시즌 내내 이 부문을 휩쓸었기 때문이다.
협회는 2010년부터 단체의 신인상(Breakthrough Artist Award)을 로버트 "보비" 맥커디를 기리기 위해 명명하기로 결정했다. 맥커디는 2010년 12월 19일 해군 항공사 훈련 중 사망했다.

## 부문
- 작품
- 감독
- 남우주연상
- 여우주연상
- 남우조연상
- 여우조연상
- 각본상
- 각색상
- 편집상
- 앙상블상
- 애니메이션 영화상
- 외국어 영화상
- 신인상
- 다큐멘터리상
- 촬영상
- 음악상
- 스턴트상
- 모션 캡처/특수 효과 퍼포먼스상
- 로버트 R. "보비" 맥커디 추모 신인 예술가상
- 오스틴 영화상
- 특별 공로상

## 시상식
- 2005
- 2006
- 2007
- 2008
- 2009
- 2010
- 2011
- 2012
- 2013
- 2014
- 2015
- 2016
- 2017
- 2018
- 2019
- 2020
- 2021
- 2022
- 2023
- 2024

## 수상자
- † = 아카데미상 수상작

### 작품상
| 연도 | 수상작                           | 감독                        |
| ---- | -------------------------------- | --------------------------- |
| 2005 | 크래쉬 †                         | 폴 해기스                   |
| 2006 | 플라이트 93                      | 폴 그린그래스               |
| 2007 | 데어 윌 비 블러드                | 폴 토머스 앤더슨            |
| 2008 | 다크 나이트                      | 크리스토퍼 놀란             |
| 2009 | 허트 로커 †                      | 캐서린 비글로우             |
| 2010 | 블랙 스완                        | 대런 애러노프스키           |
| 2011 | 휴고                             | 마틴 스코세이지             |
| 2012 | 제로 다크 서티                   | 캐서린 비글로우             |
| 2013 | 그녀                             | 스파이크 존즈               |
| 2014 | 보이후드                         | 리처드 링클레이터           |
| 2015 | 매드 맥스: 분노의 도로           | 조지 밀러                   |
| 2016 | 문라이트 †                       | 배리 젱킨스                 |
| 2017 | 겟 아웃                          | 조던 필                     |
| 2018 | 빌 스트리트가 말할 수 있다면     | 배리 젱킨스                 |
| 2019 | 기생충 †                         | 봉준호                      |
| 2020 | 미나리                           | 정이삭                      |
| 2021 | 파워 오브 도그                   | 제인 캠피언                 |
| 2022 | 에브리씽 에브리웨어 올 앳 원스 † | 대니얼 콴과 대니얼 셰이너트 |
| 2023 | 오펜하이머 †                     | 크리스토퍼 놀란             |
| 2024 | 아노라 †                         | 숀 베이커                   |

### 감독상
| 연도 | 수상자                        | 영화                           |
| ---- | ----------------------------- | ------------------------------ |
| 2005 | 폴 해기스                     | 크래쉬                         |
| 2006 | 알폰소 쿠아론                 | 칠드런 오브 맨                 |
| 2007 | 폴 토머스 앤더슨              | 데어 윌 비 블러드              |
| 2008 | 크리스토퍼 놀란               | 다크 나이트                    |
| 2009 | 캐서린 비글로우 †             | 허트 로커                      |
| 2010 | 대런 애러노프스키             | 블랙 스완                      |
| 2011 | 니콜라스 빈딩 레픈            | 드라이브                       |
| 2012 | 폴 토머스 앤더슨              | 마스터                         |
| 2013 | 알폰소 쿠아론 †               | 그래비티                       |
| 2014 | 리처드 링클레이터             | 보이후드                       |
| 2015 | 조지 밀러                     | 매드 맥스: 분노의 도로         |
| 2016 | 배리 젱킨스                   | 문라이트                       |
| 2017 | 기예르모 델 토로 †            | 셰이프 오브 워터: 사랑의 모양  |
| 2018 | 배리 젱킨스                   | 빌 스트리트가 말할 수 있다면   |
| 2019 | 봉준호 †                      | 기생충                         |
| 2020 | 정이삭                        | 미나리                         |
| 2021 | 제인 캠피언 †                 | 파워 오브 도그                 |
| 2022 | 대니얼 콴과 대니얼 셰이너트 † | 에브리씽 에브리웨어 올 앳 원스 |
| 2023 | 크리스토퍼 놀란 †             | 오펜하이머                     |
| 2024 | 숀 베이커 †                   | 아노라                         |

### 남우주연상
| 연도 | 후보                  | 영화                 | 배역                   |
| ---- | --------------------- | -------------------- | ---------------------- |
| 2005 | 필립 시모어 호프먼 †  | 카포티               | 트루먼 커포티          |
| 2006 | 레오나르도 디카프리오 | 디파티드             | 빌리                   |
| 2007 | 다니엘 데이 루이스 †  | 데어 윌 비 블러드    | 대니얼 플레인뷰        |
| 2008 | 숀 펜 †               | 밀크                 | 하비 밀크              |
| 2009 | 콜린 퍼스             | 싱글맨               | 조지 팔코너            |
| 2010 | 콜린 퍼스 †           | 킹스 스피치          | 조지 6세               |
| 2011 | 마이클 섀넌           | 테이크 쉘터          | 커티스 라포체          |
| 2012 | 호아킨 피닉스         | 마스터               | 프레디 퀠              |
| 2013 | 추이텔 에지오포       | 노예 12년            | 솔로몬 노섭            |
| 2014 | 제이크 질런홀         | 나이트크롤러         | 루이스 "루" 블룸       |
| 2015 | 마이클 패스벤더       | 스티브 잡스          | 스티브 잡스            |
| 2016 | 케이시 애플렉 †       | 맨체스터 바이 더 씨  | 리 챈들러              |
| 2017 | 티모시 샬라메         | 콜 미 바이 유어 네임 | 엘리오 펄먼            |
| 2018 | 에단 호크             | 퍼스트 리폼드        | 언스트 톨러 목사       |
| 2019 | 아담 샌들러           | 언컷 젬스            | 하워드 랫너            |
| 2020 | 리즈 아메드           | 사운드 오브 메탈     | 루벤 스톤              |
| 2021 | 니콜라스 케이지       | 피그                 | 로빈 "롭" 펠트         |
| 2022 | 콜린 패럴             | 이니셰린의 밴시      | 패드릭 설리번          |
| 2023 | 킬리언 머피 †         | 오펜하이머           | J. 로버트 오펜하이머   |
| 2024 | 콜먼 도밍고           | 씽씽                 | 존 "디바인 G" 휘트필드 |

### 여우주연상
| 연도 | 후보                | 영화                           | 배역                              |
| ---- | ------------------- | ------------------------------ | --------------------------------- |
| 2005 | 리즈 위더스푼 †     | 앙코르                         | 준 카터 캐시                      |
| 2006 | 엘리엇 페이지 [A]   | 하드 캔디                      | 헤일리 스타크                     |
| 2007 | 엘리엇 페이지 [A]   | 주노                           | 주노 맥거프                       |
| 2008 | 앤 해서웨이         | 레이첼, 결혼하다               | 킴                                |
| 2009 | 멜라니 로랑         | 바스터즈: 거친 녀석들          | 쇼산나 드레퓌스 / 에마뉘엘 미미외 |
| 2010 | 내털리 포트먼 †     | 블랙 스완                      | 니나 세이어스                     |
| 2011 | 틸다 스윈튼         | 케빈에 대하여                  | 에바 카차두리안                   |
| 2012 | 제니퍼 로렌스 †     | 실버라이닝 플레이북            | 티파니 맥스웰                     |
| 2013 | 브리 라슨           | 숏텀 12                        | 그레이스 하워드                   |
| 2014 | 로저먼드 파이크     | 나를 찾아줘                    | 에이미 엘리엇 던                  |
| 2015 | 브리 라슨 †         | 룸                             | 조이 "마" 뉴섬                    |
| 2016 | 이자벨 위페르       | 엘르                           | 미셸 르블랑                       |
| 2017 | 프랜시스 맥도먼드 † | 쓰리 빌보드                    | 밀드레드 헤이스                   |
| 2018 | 올리비아 콜먼 †     | 더 페이버릿                    | 영국 여왕 앤                      |
| 2019 | 루피타 뇽오         | 어스                           | 애들레이드 윌슨 / 레드            |
| 2020 | 케리 멀리건         | 프라미싱 영 우먼               | 카산드라 "캐시" 토마스            |
| 2021 | 아가트 루셀         | 티탄                           | 알렉시아 / 아드리안               |
| 2022 | 양자경 †            | 에브리씽 에브리웨어 올 앳 원스 | 에블린 왕                         |
| 2023 | 릴리 글래드스턴     | 플라워 킬링 문                 | 몰리 카일                         |
| 2024 | 마이키 매디슨 †     | 아노라                         | 아노라 "아니" 미케예바            |

### 남우조연상
| 연도 | 수상자                 | 영화                             | 배역                       |
| ---- | ---------------------- | -------------------------------- | -------------------------- |
| 2005 | 윌리엄 허트            | 폭력의 역사                      | 리치 쿠삭                  |
| 2006 | 잭 니컬슨              | 디파티드                         | 프랜시스 "프랭크" 코스텔로 |
| 2007 | 하비에르 바르뎀 †      | 노인을 위한 나라는 없다          | 안톤 시거                  |
| 2008 | 히스 레저 (사후) †     | 다크 나이트                      | 조커                       |
| 2009 | 크리스토프 발츠 †      | 바스터즈: 거친 녀석들            | 한스 란다                  |
| 2010 | 크리스찬 베일 †        | 파이터                           | 디키 에클런드              |
| 2011 | 앨버트 브룩스          | 드라이브                         | 버니 로즈                  |
| 2012 | 크리스토프 발츠 †      | 장고: 분노의 추적자              | 랭커스터 도드              |
| 2013 | 자레드 레토 †          | 달라스 바이어스 클럽             | 레이언                     |
| 2014 | J. K. 시먼스 †         | 위플래쉬                         | 테런스 플레처              |
| 2015 | 실베스터 스탤론        | 크리드                           | 록키 발보아                |
| 2016 | 마허셜라 알리 †        | 문라이트                         | 후안                       |
| 2017 | 윌럼 더포              | 플로리다 프로젝트                | 보비 힉스                  |
| 2018 | 리처드 E. 그랜트       | 날 용서해줄래요?                 | 잭 혹                      |
| 2019 | 브래드 피트 †          | 원스 어폰 어 타임... 인 할리우드 | 클리프 부스                |
| 2020 | 대니얼 컬루야 †        | 유다 그리고 블랙 메시아          | 프레드 햄프턴              |
| 2021 | 코디 스밋맥피          | 파워 오브 도그                   | 피터 고든                  |
| 2022 | 키 호이 콴 †           | 에브리씽 에브리웨어 올 앳 원스   | 웨이먼드 왕                |
| 2023 | 로버트 다우니 주니어 † | 오펜하이머                       | 루이스 스트로스            |
| 2024 | 유라 보리소프          | 아노라                           | 이고르                     |

### 여우조연상
| 연도 | 수상자                 | 영화                             | 배역                |
| ---- | ---------------------- | -------------------------------- | ------------------- |
| 2005 | 로라 리니              | 오징어와 고래                    | 조앤 버크먼         |
| 2006 | 키쿠치 린코            | 바벨                             | 치에코 와타야       |
| 2007 | 앨리슨 재니            | 주노                             | 브렌 맥거프         |
| 2008 | 터라지 P. 헨슨         | 벤자민 버튼의 시간은 거꾸로 간다 | 퀴니                |
| 2009 | 애나 켄드릭            | 인 디 에어                       | 내털리 키너         |
| 2010 | 헤일리 스타인펠드      | 더 브레이브                      | 매티 로스           |
| 2011 | 제시카 채스테인        | 테이크 쉘터                      | 사만다 라포체       |
| 2012 | 앤 해서웨이 †          | 레미제라블                       | 팡틴                |
| 2013 | 루피타 뇽오 †          | 노예 12년                        | 팻시                |
| 2014 | 퍼트리샤 아켓 †        | 보이후드                         | 올리비아 에반스     |
| 2015 | 알리시아 비칸데르      | 엑스 마키나                      | 에이바              |
| 2016 | 비올라 데이비스 †      | 펜스                             | 로즈 맥슨           |
| 2017 | 앨리슨 재니 †          | 아이, 토냐                       | 라보나 골든         |
| 2018 | 리자이나 킹 †          | 빌 스트리트가 말할 수 있다면     | 샤론 리버스         |
| 2019 | 제니퍼 로페즈          | 허슬러                           | 라모나 베가         |
| 2020 | 윤여정 †               | 미나리                           | 순자                |
| 2021 | 커스틴 던스트          | 파워 오브 도그                   | 로즈 고든           |
| 2022 | 스테퍼니 슈            | 에브리씽 에브리웨어 올 앳 원스   | 조이 왕/조부 투파키 |
| 2023 | 데이바인 조이 랜돌프 † | 바튼 아카데미                    | 메리 램             |
| 2024 | 마거릿 퀄리            | 서브스턴스                       | 수                  |

## 다관왕 작품

### 영화
- 9개 부문 수상:
  - 에브리씽 에브리웨어 올 앳 원스 (2022): 작품상, 감독상, 여우주연상, 남우조연상, 여우조연상, 각본상, 촬영상, 편집상, 앙상블상
- 6개 부문 수상:
  - 아노라 (2024): 작품상, 감독상, 여우주연상, 남우조연상, 각본상, 로버트 R. "버디" 맥커디 추모 신인 예술가상 (마이키 매디슨)
- 5개 부문 수상:
  - 데어 윌 비 블러드 (2007): 작품상, 감독상, 남우주연상, 촬영상, 음악상
  - 다크 나이트 (2008): 작품상, 감독상, 남우조연상, 음악상, 각색상
  - 블랙 스완 (2010): 작품상, 감독상, 여우주연상, 각본상, 촬영상
  - 빌 스트리트가 말할 수 있다면 (2018): 작품상, 감독상, 각색상, 남우조연상, 신인 예술가상
  - 파워 오브 도그 (2021): 작품상, 감독상, 남우조연상, 여우조연상, 음악상[4]
- 4개 부문 수상:
  - 주노 (2007): 여우주연상, 여우조연상, 각본상, 신인 예술가상
  - 테이크 쉘터 (2011): 남우주연상, 여우조연상, 오스틴 영화상, 신인 예술가상*
  - 보이후드 (2014): 작품상, 감독상, 여우조연상, 오스틴 영화상
  - 문라이트 (2016): 작품상, 감독상, 남우조연상, 각본상
  - 기생충 (2019): 작품상, 감독상, 각본상, 외국어 영화상
  - 씽씽 (2024): 남우주연상, 각색상, 앙상블상, 오스틴 영화상
- 3개 부문 수상
  - 허트 로커 (2009): 작품상, 감독상, 촬영상
  - 바스터즈: 거친 녀석들 (2009): 여우주연상, 남우조연상, 각본상
  - 마스터 (2012): 감독상, 남우주연상, 촬영상
  - 노예 12년 (2013): 남우주연상, 여우조연상, 각색상
  - 그녀 (2013): 작품상, 각본상, 음악상
  - 나이트크롤러 (2014): 남우주연상, 각본상, 첫 영화상
  - 룸 (2015): 여우주연상, 각색상, 신인 예술가상
  - 타워 (2016): 다큐멘터리, 오스틴 영화상, 신인 예술가상
  - 겟 아웃 (2017): 작품상, 각본상, 첫 영화상
  - 콜 미 바이 유어 네임 (2017): 남우주연상, 각색상, 신인 예술가상
  - 피그 (2021): 남우주연상, 각본상, 첫 영화상

### 프로듀서, 감독, 촬영감독
6개 부문 수상

배리 젱킨스
- 작품상
  - 2016 – 문라이트
  - 2018 – 빌 스트리트가 말할 수 있다면
- 감독상
  - 2016 – 문라이트
  - 2018 – 빌 스트리트가 말할 수 있다면
- 각색상
  - 2018 – 빌 스트리트가 말할 수 있다면
- 각본상
  - 2016 – 문라이트

리처드 링클레이터
- 작품상
  - 2014 – 보이후드
- 감독상
  - 2014 – 보이후드
- 오스틴 영화상
  - 2006 – 스캐너 다클리
  - 2009 – 나와 오손 웰스
  - 2012 – 버니
  - 2014 – 보이후드

4개 부문 수상

알폰소 쿠아론
- 감독상
  - 2006 – 칠드런 오브 맨
  - 2013 – 그래비티
- 각색상
  - 2006 – 칠드런 오브 맨
- 촬영상
  - 2018 – 로마

봉준호
- 작품상
  - 2019 - 기생충
- 감독상
  - 2019 - 기생충
- 각본상
  - 2019 - 기생충
- 외국어 영화상
  - 2019 - 기생충

에마누엘 루베스키
- 촬영상
  - 2006 – 바벨
  - 2011 – 트리 오브 라이프
  - 2013 – 그래비티
  - 2014 – 버드맨 또는 (예기치 못한 미덕의 지배)

키스 메이틀랜드
- 다큐멘터리
  - 2016 – 타워
- 바비 맥커디 추모 신인 예술가상
  - 2016 – 타워
- 오스틴 영화상
  - 2016 – 타워
- 특별 공로상
  - 2016 – 타워

3개 부문 수상

폴 토머스 앤더슨
- 작품상
  - 2007 – 데어 윌 비 블러드
- 감독상
  - 2007 – 데어 윌 비 블러드
  - 2012 – 마스터

캐서린 비글로우
- 작품상
  - 2009 – 허트 로커
  - 2012 – 제로 다크 서티
- 감독상
  - 2009 – 허트 로커

대니얼 콴과 대니얼 셰이너트
- 작품상
  - 2022-에브리씽 에브리웨어 올 앳 원스
- 감독상
  - 2022-에브리씽 에브리웨어 올 앳 원스
- 각본상
  - 2022-에브리씽 에브리웨어 올 앳 원스

기예르모 델 토로
- 감독상
  - 2017 – 셰이프 오브 워터: 사랑의 모양
- 각본상
  - 2006 – 판의 미로
- 외국어 영화상
  - 2006 – 판의 미로

조던 필
- 작품상
  - 2017 – 겟 아웃
- 각본상
  - 2017 – 겟 아웃
- 첫 영화상
  - 2017 – 겟 아웃

로버트 로드리게스
- 오스틴 영화상
  - 2005 – 신 시티
  - 2007 – 그라인드하우스 (쿠엔틴 타란티노와 공동 수상)
- 애니메이션 영화상
  - 2005 – 신 시티

2개 부문 수상

마크 볼
- 작품상
  - 2009 – 허트 로커
  - 2012 – 제로 다크 서티

메건 엘리슨
- 작품상
  - 2012 – 제로 다크 서티
  - 2013 – 그녀

폴 해기스
- 작품상
  - 2005 – 크래쉬
- 감독상
  - 2005 – 크래쉬

라이언 존슨
- 첫 영화상
  - 2006 – 브릭
- 각본상
  - 2012 – 루퍼

쿠엔틴 타란티노
- 각본상
  - 2009 – 바스터즈: 거친 녀석들
- 오스틴 영화상
  - 2007 – 그라인드하우스 (로버트 로드리게스와 공동 수상)

### 배우
3개 부문 수상

브리 라슨
- 여우주연상
  - 2013 – 숏텀 12
  - 2015 – 룸
- 바비 맥커디 신인 예술가상
  - 2013 – 숏텀 12

2개 부문 수상

티모시 샬라메
- 남우주연상
  - 2017 – 콜 미 바이 유어 네임
- 바비 맥커디 신인 예술가상
  - 2017 – 콜 미 바이 유어 네임, 레이디 버드에서의 연기

제시카 채스테인
- 여우조연상
  - 2011 – 테이크 쉘터
- 바비 맥커디 신인 예술가상
  - 2011 – 더 뎁트, 헬프, 테이크 쉘터, 트리 오브 라이프에서의 연기

콜린 퍼스
- 남우주연상
  - 2009 – 싱글맨
  - 2010 – 킹스 스피치

릴리 글래드스턴
- 여우주연상
  - 2023 – 플라워 킬링 문
- 바비 맥커디 신인 예술가상
  - 2023 – 플라워 킬링 문, 디 언노운 컨트리, 팬시 댄스, 퀀텀 카우보이에서의 연기

앤 해서웨이
- 여우주연상
  - 2008 – 레이첼, 결혼하다
- 여우조연상
  - 2017 – 레미제라블

앨리슨 재니
- 여우조연상
  - 2007 – 주노
  - 2017 – 아이, 토냐

마이키 매디슨
- 여우주연상
  - 2024 – 아노라
- 바비 맥커디 신인 예술가상
  - 2024 – 아노라

엘리엇 페이지 [A]
- 여우주연상
  - 2006 – 하드 캔디
  - 2007 – 주노

크리스토프 발츠
- 남우조연상
  - 2008 – 바스터즈: 거친 녀석들
  - 2012 – 장고: 분노의 추적자

## 10년대 최고 영화 (2000년대)
1. 이터널 선샤인 (2004)
2. 데어 윌 비 블러드 (2007)
3. 반지의 제왕 (2001–2003)
4. 다크 나이트 (2008)
5. 레퀴엠 (2000)
6. 킬 빌 (2003/4)
7. 노인을 위한 나라는 없다 (2007)
8. 인크레더블 (2004)
9. 칠드런 오브 맨 (2006)
10. 메멘토 (2000) / 디파티드 (2006) (공동)[5]

## 10년대 최고 영화 (2010년대)
1. 매드 맥스: 분노의 도로 (2015)
2. 문라이트 (2016)
3. 소셜 네트워크 (2010)
4. 겟 아웃 (2017)
5. 컨택트 (2016)
6. 아가씨 (2016)
7. 기생충 (2019)
8. 원스 어폰 어 타임... 인 할리우드 (2019)
9. 보이후드 (2014)
10. 팬텀 스레드 (2017)[6]

## 내용주
A^ : 엘리엇 페이지는 2020년 성전환 전에 수상했다.